# Широколиственный лес на левом берегу реки Осётр
Широколиственный лес на левом берегу реки Осётр — памятник природы регионального (областного) значения Московской области. Одна из 10 подмосковных особо охраняемых природных территорий, создание которых было намечено на 2017 год, объявленный Годом экологии.
Включает ценные в экологическом, научном и эстетическом отношении природные комплексы, а также природные объекты, нуждающиеся в особой охране для сохранения их естественного состояния:
- старовозрастные широколиственные леса и естественные луга долины реки Осётр;
- места произрастания и обитания редких видов растений и животных, занесенных в Красную книгу Московской области.

Местонахождение: Московская область, городской округ Зарайск, между деревнями Алферьево и Пески. Возле ООПТ находятся также деревни Большие Белыничи, Малые Белыничи.
Площадь памятника природы составляет 488,20 га. Памятник природы включает кварталы 261—268 Зарайского участкового лесничества Луховицкого лесничества, выделы 35—40 квартала 10 Луховицкого сельского участкового лесничества Луховицкого лесничества, а также примыкающие безлесные территории между лесными кварталами и рекой Осётр.

## Описание
Территория была включена в Схему развития и размещения особо охраняемых природных территорий в Московской области в 2009 году.
Находится в районе северной оконечности Среднерусской возвышенности на левом берегу реки Осётр в её среднем течении. Дочетвертичный фундамент местности представлен известняками и доломитами карбона, на которых залегают верхнеюрские глины и пески, а над ними — нижнемеловые песчаные отложения.
Памятник природы включает холмисто-волнистые участки моренной (в северной части) и моренно-водно-ледниковой (в южной части) эрозионно-денудационных междуречных равнин и левобережный фрагмент долины реки Осётр с первой и второй надпойменными террасами и поймами всех уровней. Абсолютные высоты территории изменяются от 114,5 м над уровнем моря (высота среднемеженной отметки воды в русле реки Осётр в северной окраине памятника природы) до 214 м над уровнем моря (вершина моренного холма в северо-западной части памятника природы).
Междуречные равнины осложнены округлыми и вытянутыми моренными холмами высотой до 20 м и слабовыпуклыми склонами крутизной 3—7°, обработанными эрозионно-денудационными процессами. В данной местности серия холмов образует локальную водораздельную гряду, протянувшуюся с севера на юг. Основные поверхности междуречных равнин, уклоны которых составляют 1—3°, сложены суглинистой мореной, перекрытой с поверхности лёссовидными покровными суглинками. В межхолмовых водосборных понижениях образовались ложбины и западины, где часто располагаются вершины крупных овражно-балочных эрозионных форм.
В долине реки Осётр сформировались первая и вторая надпойменные террасы, сложенные песчаными древнеаллювиальными отложениями. Пологонаклонные площадки второй надпойменной террасы располагаются на высотах около 16—20 м над руслом реки Осётр (131—135 м над уровнем моря). Площадки первой надпойменной террасы сформировались на высотах около 11—13 м над руслом реки (126—128 м над уровнем моря). Крутизна уступов террас, как правило, изменяется от 5—10° до 20—35°. Пологие уступы отмечаются преимущественно в северной части памятника природы, наиболее крутые склоны характерны для центральной части.
В пределах памятника природы выражены поверхности средней и высокой поймы, низкая пойма представлена лишь в виде узких фрагментов. Площадка высокой поймы сформировалась на высотах около 4,5—5,5 м над руслом реки Осётр, средней — на 2—2,5 м (до 3 м) над руслом, низкой — около 0,5 м (до 1 м) над руслом. Поверхности поймы — плоские, слабоволнистые, субгоризонтальные или наклонные. Площадка высокой поймы имеет четкую бровку и уступ крутизной 10—20°. Общая ширина левобережной поймы изменяется от 20 м в центральной части до 200 м в северной части памятника природы. Пойменные поверхности сложены аллювиальными суглинисто-песчаными отложениями.
Уступы и площадки террас реки Осётр, а местами и участки междуречных равнин изрезаны многочисленными эрозионными формами, многие из которых образуют овражно-балочные системы. Наиболее крупные овраги и балки имеют протяженность до 1—1,5 км и ширину до 150 м. Высота бортов оврагов достигает 5—10 м, крутизна — 15—35° (местами до 40°). Крупные овражно-балочные эрозионные формы имеют многочисленные отроги — более мелкие овраги, балки, ложбины. В пределах уступов и площадок террас развиты многочисленные береговые эрозионные формы по типу коротких оврагов и ложбин. Водотоки по днищам эрозионных форм образуют донные врезы глубиной до 0,5—1 м.
На склоновых поверхностях памятника природы отмечается активный делювиальный смыв. Наиболее крутые участки бортов эрозионных форм (30—40°) характеризуются наличием осыпных процессов. На уступах террас, а также в днищах и на склонах (в том числе в верхних частях) эрозионных форм вскрываются известняковые глыбы. В центральной части памятника природы на крутых склонах имеются участки с многочисленными сочениями и выраженными оползневыми процессами, где образуется волнисто-бугристый рельеф. На террасных площадках и уступах местами отмечаются западины и воронки карстово-суффозионного и антропогенного генезиса. Воронки (ямы) антропогенного происхождения характеризуются наличием отвалов с обильным обломочным материалом в виде известняковых глыб.
Общий сток территории памятника природы направлен в реку Осётр (правый приток реки Оки). Протяженность участка русла реки, проходящего вдоль восточной и северной границ памятника природы, составляет около 5 км. В пределах памятника природы отмечаются ручьи и сочения, вскрывающиеся в верховьях, в днищах и на бортах эрозионных форм, а также на склонах террас реки Осётр.
На территории памятника природы на возвышенных поверхностях преобладают серые типы почв, сформировавшиеся под широколиственными лесными массивами. В нижних частях склоновых поверхностей равнин, межхолмовых понижениях, на участках с замедленным дренажем образовались серые глеевые почвы. При земледельческом освоении равнин памятника природы сформировались агрогенно-преобразованные агросерые и агросерые глеевые почвы. На переувлажненных участках днищ балок и оврагов, в местах сочений грунтовых вод отмечаются перегнойно-глеевые почвы. В центральной части поймы реки Осётр выделяются аллювиальные темногумусовые почвы.

### Флора и растительность
На территории памятника природы распространены коренные старовозрастные широколиственные леса, кустарниковые широкотравные и их производные березово-осиновые и березовые леса, суходольные и пойменные луга долины реки Осётр.
Участки березово-широколиственных лесов с участием в первом ярусе дуба, клёна платановидного и вяза гладкого на пологонаклонных поверхностях междуречных равнин сохранились среди березовых и осиново-березовых лещиновых широкотравных лесов. Во втором ярусе в них господствует клен, в подросте нередка черемуха, рябина и липа. Кустарниковый ярус представлен лещиной, жимолостью лесной и бересклетом бородавчатым. Из видов дубравного широкотравья обильны сныть обыкновенная, звездчатка жестколистная, копытень европейский, ландыш майский, ветреница лютиковая и осока волосистая. Сныть, медуница неясная и зеленчук жёлтый растут крупными пятнами. Нередко встречается гнездовка настоящая и дремлик широколистный (оба — редкие и уязвимые виды, не включенные в Красную книгу Московской области, но нуждающиеся на территории области в постоянном контроле и наблюдении), вороний глаз четырёхлистный, лютик кашубский и подмаренник душистый. В некоторых лесах этого типа отмечена хохлатка Маршалла, занесенная в Красную книгу Московской области.
На небольших участках встречаются почти чисто дубовые насаждения в основном среднего возраста. В северной части квартала 262 Зарайского участкового лесничества Луховицкого лесничества представлен практически чистый ясеневый разновозрастный широкотравный лес, в котором древостой формируют как молодые ясени, так и старые деревья. Южнее в пределах того же квартала он сменяется производным березово-осиновым лесом с примесью отдельных старых дубов и ясенем в подросте.
Производные широкотравные леса с участием широколиственных пород на междуречных равнинах образованы березой и осиной с диаметром стволов до 35—40 см, а местами старые березы имеют диаметр 60—70 см. В северной части квартала 263 Зарайского участкового лесничества Луховицкого лесничества имеются светлые, местами злаковые березняки с участием осины с небольшой примесью дуба.
В пределах лесного массива встречаются загущенные средневозрастные лесокультуры сосны и ели редкопокровные. В культурах сосны развит густой подрост широколиственных видов деревьев (клен платанолистный, вяз, ясень).
По опушкам березовых лесов обильны ежа сборная, полынь обыкновенная, купырь лесной, тимофеевка луговая, мятлик узколистный, репешок обыкновенный, зверобой продырявленный, растут колокольчик крапиволистный (редкий уязвимый вид, не включенный в Красную книгу Московской области, но нуждающийся на территории области в постоянном контроле и наблюдении), торилис японский, пижма обыкновенная, коровяк чёрный.
На лесных полянах между кварталами 260, 262, 263, 264, 265 и 266 Зарайского участкового лесничества Луховицкого лесничества представлены сухие и свежие выпасаемые луга с типичным набором луговых видов, в том числе с овсяницей луговой, тимофеевкой луговой, пыреем ползучим и ежой сборной. Состав лугов довольно разнообразный, остепнение не выражено. Высота травостоя составляет 50—60 см, из высокотравья здесь присутствует только мордовник круглоголовый. По понижениям рельефа имеются участки более влажных высокотравных лугов с осокой опушенной, купырем и борщевиком сибирским.
Уступы террас реки Осётр заняты широколиственными липовыми, кленово-липовыми с вязом и дубом жимолостными широкотравными лесами и их производными. Здесь весной обильны эфемероиды — хохлатка плотная, хохлатка промежуточная (редкий уязвимый вид, не включенный в Красную книгу Московской области, но нуждающийся на территории области в постоянном контроле и наблюдении) и ветреница лютиковая. Часто здесь развиты заросли хвоща зимующего и пролесника. Местами в первом древесном ярусе доминируют старые березы, а среди них растут столетние дубы с диаметром стволов около 80—90 см.
Коренные широколиственные леса на уступах террас реки Осётр с дубом, липой, вязом и кленом лещиново-жимолостные широкотравные сохранились в основном на крутых участках склонов. Диаметр стволов дубов и берез составляет в среднем 50 см, лип и вязов — до 40 см. Единичные деревья дуба имеют диаметр стволов 60-70 см. Редко встречается ясень высокий и его подрост. Из кустарников доминирует лещина, есть бересклет бородавчатый и жимолость лесная, реже — калина. В травяном покрове преобладают пролесник многолетний, зеленчук, сныть, медуница неясная, чина весенняя, ветреница лютиковая, хохлатка плотная, встречаются будра плющевидная, фиалка удивительная, лютик кашубский, хвощ зимующий, кочедыжник женский, щитовники мужской и картузианский, купена многоцветковая, вороний глаз, чистец лесной, подмаренник душистый. Разные виды широкотравья образуют обычно крупные пятна. Здесь нередок колокольчик широколистный, местами — колокольчик крапиволистный (оба — редкие уязвимые виды, не включенные в Красную книгу Московской области, но нуждающиеся на территории области в постоянном контроле и наблюдении).
В лесных оврагах под старыми березами, осинами и липами обилен подрост клёна платановидного, местами — черемухи. В глубоких крутосклонных оврагах с выходами известняков растут липа, клен и вяз (диаметр ствола 30 см), жимолость лесная, нередки папоротники — щитовники мужской и картузианский, кочедыжник женский, редко — пузырник ломкий. На влажных камнях отмечена маршанция многообразная. По берегам ручьев в оврагах растут чистяк весенний, сердечник горький, селезеночник очереднолистный, хвощ лесной.
В березняках лещиновых с единичными старыми дубами (диаметр стволов до 80 см) на уступах террас реки Осётр во втором ярусе местами довольно много клёна платановидного, есть рябина. Из-за высокой сомкнутости крон древостоя травяной ярус разрежен, отмечены только звездчатка жестколистная, будра плющевидная, вербейник монетчатый, лютик кашубский, копытень, подмаренник душистый и гнездовка настоящая.
Луга террасных склонов — суходольные разнотравно-узкомятликовые и разнотравно-купыревые по небольшим понижениям и ложбинам. На мятликовых лугах доминируют полевица тонкая, душистый колосок, подмаренник мягкий, таволга обыкновенная, овсяница красная, земляника зелёная, встречаются зверобой продырявленный, нивяник, герань луговая, свербига восточная, борщевик сибирский, лисохвост луговой, тысячелистник обыкновенный, короставник полевой, осока ранняя, гвоздика Фишера, пахучка обыкновенная, репешок обыкновенный, лук круглый, черноголовка обыкновенная, колокольчик раскидистый, подмаренник настоящий, лапчатка ползучая, крестовник Якова, вероники широколистная и дубравная, горошек мышиный, будра плющевидная, осока соседняя, бодяк полевой.
На самых сухих участках склонов растут шалфей луговой (редкий и уязвимый вид, не включенный в Красную книгу Московской области, но нуждающийся на территории области в постоянном контроле и наблюдении), мордовник круглоголовый, лапчатка серебристая, гвоздика травянка, таволга обыкновенная и земляника зелёная.
На разнотравно-купыревых лугах обильны ежа, кострец безостый, тимофеевка луговая, крапива двудомная, пижма обыкновенная, осока опушенная, или мохнатая, бодяк полевой, бутень ароматный.
Опушки березняков (диаметр стволов берез до 45—50 см) на первой надпойменной террасе зарастают подростом березы, дуба, рябины, яблони лесной, кустарниками, злаками и разнотравьем. Здесь много полевицы тонкой, душистого колоска, овсяницы красной, видов манжетки, чины луговой, подмаренника мягкого, ежи, черноголовки обыкновенной, зверобоя продырявленного, дудника лесного, вероники лекарственной, вербейника монетчатого, земляники лесной, тысячелистника обыкновенного, первоцвета весеннего, кульбабы шершавоволосистой, гвоздики травянки. В понижениях и ложбинах доминируют купырь, сныть и крапива двудомная.
В северной части памятника природы на полях широкой пойменной площадки и прилегающих пологих склонов между руслом реки Осётр и кварталами 260, 261, 263 и 267 представлены преимущественно сенокосные участки и залежи, зарастающие подростом березы, осины, ивы козьей и яблони лесной.
Высокая пойма и её уступ на необлесенных участках территории памятника природы с разнотравно-кострецово-хвощевыми лугами отличаются обилием хвоща лугового, костреца безостого, купыря лесного, подмаренника приручейного, мордовника круглоголового, осоки опушенной, ежи и тимофеевки луговой. Здесь встречаются валериана лекарственная, герань луговая, тысячелистник обыкновенный, зверобой продырявленный, репешок обыкновенный, мятлик узколистный, овсяница луговая, земляника зелёная, колокольчики рапунцелевидный и скученный, василистник жёлтый, гвоздика Фишера, горошек заборный, подмаренники мягкий и настоящий, вероника длиннолистная, пахучка обыкновенная, пырей ползучий.
В полосе лугов вдоль русла реки Осётр (на уступе высокой поймы) местами в значительном количестве присутствует шалфей луговой и попадается мордовник круглоголовый. В условиях сочений подсклоновых вод изредка встречается норичник теневой, или крылатый (редкий вид, занесенный в Красную книгу Московской области), кипрей волосистый.
По берегам реки Осётр растут стрелолист обыкновенный, манник большой, сусак зонтичный, на низкой пойме — ивы ломкая и белая, камыш озерный, двукисточник тростниковидный, подмаренник приручейный, повой заборный, осока острая, крапива двудомная, чистец болотный.

### Фауна
Животный мир памятника природы отличается хорошей сохранностью и репрезентативностью для соответствующих природных сообществ юга Московской области. На территории памятника природы обитают 75 видов позвоночных животных, относящихся к 17 отрядам четырёх классов, в том числе три вида амфибий, один вид пресмыкающихся, 59 видов птиц и 12 видов млекопитающих. Ввиду отсутствия сколько-нибудь существенных водоемов в границах памятника природы ихтиофауна на его территории не представлена.
Основу фаунистического комплекса наземных позвоночных животных территории составляют характерные виды лесных и лугово-полевых местообитаний; виды водно-болотного комплекса имеют заметно меньшую долю в видовом составе.
В границах памятника природы выделяются три основных зоокомплекса (зооформации): лиственных и смешанных лесов; открытых местообитаний и водно-болотных местообитаний.
Зооформация лиственных и смешанных лесов, распространенная в широколиственных, мелколиственных и смешанных лесах разных типов, а также в посадках хвойных пород, занимает большую часть территории памятника природы. Здесь распространены следующие виды позвоночных животных: травяная лягушка, серая жаба, обыкновенная кукушка, вяхирь, желна, большой пестрый дятел, серая неясыть, зяблик, зарянка, певчий дрозд, рябинник, чёрный дрозд, белобровик, черноголовая славка, пеночка-весничка, пеночка-теньковка, пеночка-трещотка, иволга, мухоловка-пеструшка, серая мухоловка, ворон, сойка, обыкновенный поползень, большая синица, обыкновенная лазоревка, лесная куница, заяц-беляк, обыкновенная белка, малая лесная мышь.
В спелых и старых участках лиственных лесов с преобладанием широколиственных пород и осины на территории памятника природы обитает седой дятел, занесенный в Красную книгу Московской области.
По лугам в долине реки Осётр, лесным полянам и опушкам территории памятника природы обычны: канюк, обыкновенная овсянка, чечевица, черноголовый щегол, коноплянка, зеленушка, лесной конек, белая трясогузка, полевой жаворонок, сорокопут-жулан, луговой чекан, серая славка, обыкновенный скворец, сорока. Несколько реже встречаются пустельга, золотистая щурка, перепел и серая куропатка. Среди млекопитающих в этих сообществах наиболее обычны пашенная полевка и обыкновенный крот.
Также по опушкам светлых лесов, полянам и лугам встречаются два редких вида бабочек — шашечница диамина и махаон, занесенные в Красную книгу Московской области.
Среди редких и охраняемых видов позвоночных в этом типе местообитаний на лугах и по опушкам территории встречаются три редких вида позвоночных животных — прыткая ящерица, луговой лунь и удод, занесенные в Красную книгу Московской области.
Пойма реки Осётр является местом обитания видов водно-болотного фаунистического комплекса. Здесь довольно многочисленны травяные и озерные лягушки. Среди птиц в этих биотопах обычны: перевозчик, сизая чайка, кряква, болотный лунь, ласточка-береговушка, садовая камышевка, речной сверчок, садовая славка. В пойме реки Осётр обитает чёрный коршун, занесенный в Красную книгу Московской области. Из млекопитающих здесь отмечены: американская норка, речной бобр и многие луговые и лесные виды.
На всей территории памятника природы встречаются: тетеревятник, обыкновенная лисица, горностай, ласка, кабан.
К окраинам населенных пунктов, соседствующих с территорией памятника природы, тяготеют: серая ворона, деревенская ласточка, полевой воробей и ряд луговых видов.

## Объекты особой охраны памятника природы
Охраняемые экосистемы: старовозрастные широколиственные кустарниковые широкотравные леса, их производные березово-осиновые и березовые леса, суходольные и пойменные луга долины реки Осётр.
Охраняемые в Московской области, а также иные редкие виды растений и их местообитания:
- виды, занесенные в Красную книгу Московской области: хохлатка Маршалла, норичник теневой, или крылатый;
- виды, являющиеся редкими и уязвимыми таксонами, не включенные в Красную книгу Московской области, но нуждающиеся на территории Московской области в постоянном контроле и наблюдении: хохлатка промежуточная, гнездовка настоящая, колокольчик крапиволистный, колокольчик широколистный, шалфей луговой, дремлик широколистный.

Охраняемые в Московской области, а также иные редкие виды животных и их местообитания:
- виды, занесенные в Красную книгу Московской области: махаон, шашечница диамина, прыткая ящерица, луговой лунь, чёрный коршун, седой дятел, удод;
- виды, являющиеся редкими и уязвимыми таксонами, не включенные в Красную книгу Московской области, но нуждающиеся на территории Московской области в постоянном контроле и наблюдении: золотистая щурка, перепел, серая куропатка, пустельга.